# Análisis
El análisis es el proceso de dividir un tema complejo o sustancia en partes más pequeñas para obtener una mejor comprensión de él. La técnica se ha aplicado en el estudio de las matemáticas y la lógica desde antes de Aristóteles (384–322 a.C.), aunque el análisis como concepto formal es un desarrollo relativamente reciente.
La palabra proviene del griego antiguo ἀνάλυσις (análisis, "una ruptura", de ana- "arriba, a lo largo" y lisis "un aflojamiento").
Como concepto formal, el método se ha atribuido a Alhazen, René Descartes (Discurso sobre el método) y Galileo Galilei. También se le ha atribuido a Isaac Newton, en la forma de un método práctico de descubrimiento físico (que no mencionó). 

## Aplicaciones

### Ciencia

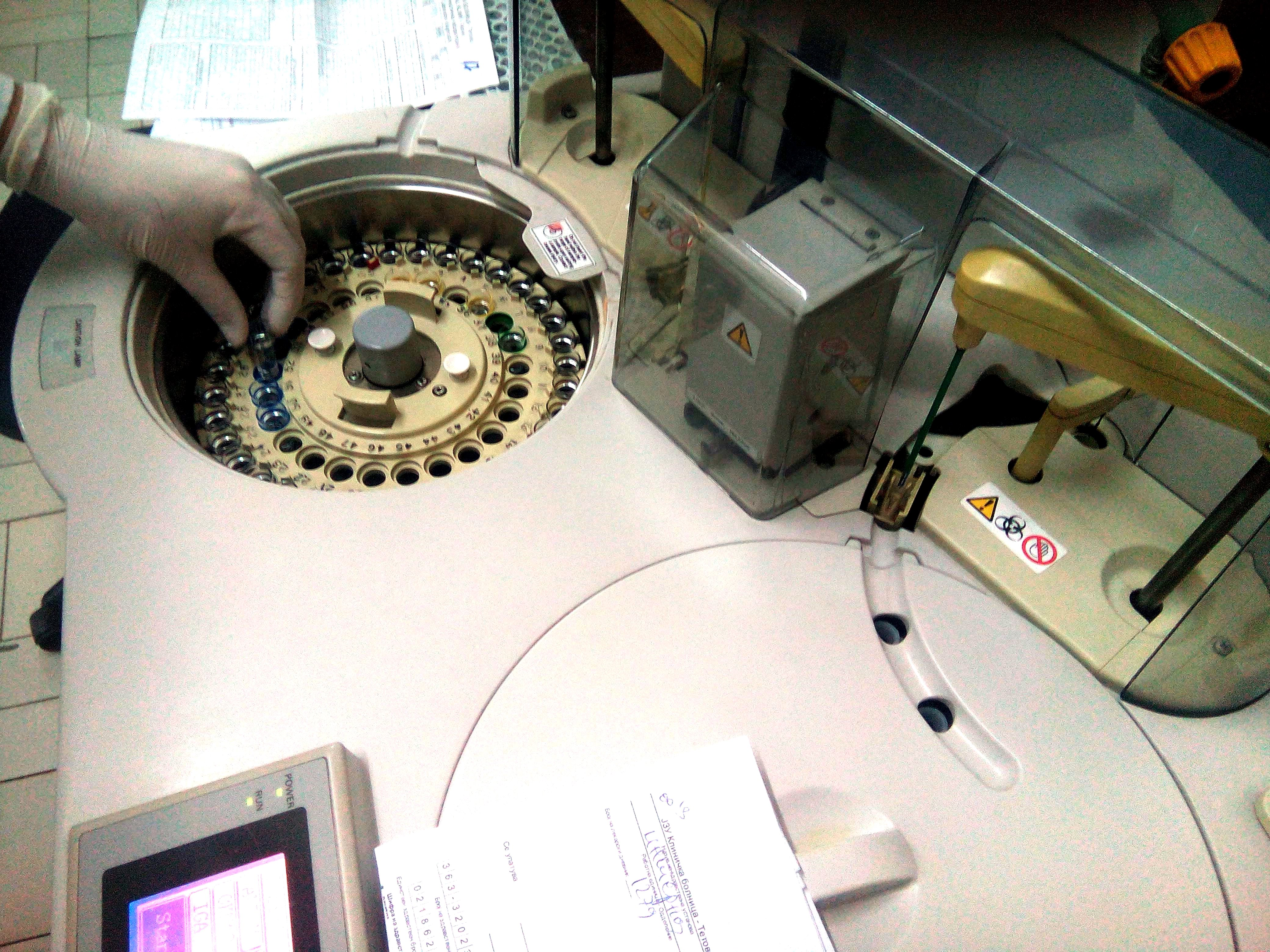
Un analizador de química clínica; la mano muestra el tamaño

El campo de la química utiliza el análisis en al menos tres formas: para identificar los componentes de un compuesto químico particular (análisis cualitativo), para identificar las proporciones de los componentes en una mezcla (análisis cuantitativo) y para descomponer los procesos químicos y examinar las reacciones químicas entre elementos de la materia. Para un ejemplo de su uso, el análisis de la concentración de elementos es importante en el manejo de un reactor nuclear, por lo que los científicos nucleares analizarán la activación de neutrones para desarrollar mediciones discretas dentro de vastas muestras. Una matriz puede tener un efecto considerable en la forma en que se realiza un análisis químico y en la calidad de sus resultados. El análisis se puede hacer manualmente o con un dispositivo. El análisis químico es un elemento importante de la seguridad nacional entre las principales potencias mundiales con materiales 
"Tipos de análisis:" 
A) Análisis cualitativo: Se refiere a los componentes que se encuentran en una muestra o compuesto dado.
Ejemplo: Reacción a la precipitación
B) Análisis cuantitativo: Se trata de determinar la cantidad de componentes individuales presentes en una muestra o compuesto dado.
Ejemplo: Para encontrar la concentración por espectrofotómetro UV.

#### Isótopos
Los químicos pueden usar el análisis de isótopos para ayudar a los analistas con problemas en antropología, arqueología, química de alimentos, medicina forense, geología y una gran cantidad de otras preguntas de la ciencia física. Los analistas pueden discernir los orígenes de los isótopos naturales y artificiales en el estudio de la radiactividad ambiental.

### Negocios
- Análisis del estado financiero - el análisis de las cuentas y las perspectivas económicas de una empresa.
- Análisis fundamental - un método de valoración de acciones que utiliza análisis financiero.
- Análisis técnico: el estudio de la acción del precio en los mercados de valores para pronosticar los precios futuros.
- Análisis de negocios: implica identificar las necesidades y determinar las soluciones a los problemas de negocios.
- Análisis de precios: implica el desglose de un precio a una cifra unitaria.
- Análisis de mercado: consta de proveedores y clientes, y el precio está determinado por la interacción de la oferta y la demanda
- Análisis de oportunidades: consiste en las tendencias de los clientes dentro de la industria, la demanda y la experiencia de los clientes determinan el comportamiento de compra

### Ciencias de la Computación
- Análisis de requisitos : abarca aquellas tareas que intervienen en la determinación de las necesidades o condiciones que deben cumplirse para obtener un producto nuevo o modificado, teniendo en cuenta los requisitos posiblemente conflictivos de las diversas partes interesadas, como los beneficiarios o los usuarios.
- Análisis competitivo (algoritmo en línea) : muestra cómo se realizan los algoritmos en línea y demuestra el poder de la aleatorización en los algoritmos
- Análisis léxico: el proceso de procesar una secuencia de entrada de caracteres y producir como salida una secuencia de símbolos
- Análisis y diseño orientado a objetos - es la Booch
- Análisis del programa (informática) - el proceso de analizar automáticamente el comportamiento de los programas informáticos.
- Análisis semántico (informática) - un pase de un compilador que agrega información semántica al árbol de análisis y realiza ciertas comprobaciones
- Análisis de código estático - el análisis de los programas informáticos que se realizan sin ejecutar realmente los programas creados a partir de ese
- Análisis de sistemas estructurados y metodología de diseño - es el método de Yourdon
- Análisis de sintaxis - un proceso en compiladores que reconoce la estructura de los lenguajes de programación, también conocido como análisis
- Tiempo de ejecución en el peor de los casos - determina el tiempo más largo que puede tomar una pieza de software para ejecutarse

### Ciencias económicas
- Análisis del agroecosistema
- Modelo de entrada-salida, si se aplica a una región, se llama Sistema de multiplicador de impacto regional

### Ingeniería
Los analistas en el campo de la ingeniería analizan los requisitos, estructuras, mecanismos, sistemas y dimensiones. Ingenieros electricistas analizan sistemas en electrónica. Los ciclos de vida y las fallas del sistema son analizados y estudiados por los ingenieros. También está considerando diferentes factores incorporados en el diseño. 

### Inteligencia
El campo de la inteligencia emplea analistas para analizar y comprender una amplia gama de preguntas. Las agencias de inteligencia pueden utilizar la heurística, el razonamiento inductivo y deductivo, el análisis de redes sociales, el análisis dinámico de redes, el análisis de enlaces y la lluvia de ideas para resolver los problemas que enfrentan. La inteligencia militar puede explorar problemas a través del uso de la teoría de juegos, Equipo Rojo y Juegos de Guerra. La inteligencia de señales aplica análisis de criptoanálisis y frecuencia para descifrar códigos y cifrados. La inteligencia empresarial aplica teorías del análisis de inteligencia competitiva y el análisis de la competencia para resolver preguntas en el mercado. La inteligencia policial aplica una serie de teorías en el análisis del delito. 

### Lingüística
La lingüística analiza las lenguas individuales y la lengua en general.  Desglosa el lenguaje y analiza sus partes componentes: teoría, sonidos y su significado , uso de la palabra , orígenes de las palabras, la historia de las palabras, el significado de las palabras y combinaciones de palabras, construcción de oraciones, construcción básica más allá del nivel de la oración, estilística y conversación. Examina lo anterior utilizando estadísticas y modelos , y semántica. Analiza el lenguaje en el contexto de la antropología, biología, evolución, geografía, historia, neurología, psicología y sociología. También adopta el enfoque aplicado, analizando el desarrollo del lenguaje individual y los problemas clínicos. 

### Literatura
La crítica literaria es el análisis de la literatura. El enfoque puede ser tan diverso como el análisis de Homero o Freud. Si bien no todos los métodos literarios-críticos son principalmente de naturaleza analítica, el enfoque principal de la enseñanza de la literatura en occidente desde mediados del siglo veinte, el análisis formal literario o la lectura minuciosa, lo es. Este método, arraigado en el movimiento académico denominado la Nueva Critica, aborda los textos, principalmente poemas cortos como sonetos , que en virtud de su pequeño tamaño y complejidad significativa se prestan bien para este tipo de análisis, como unidades del discurso que pueden entenderse. En sí mismos, sin referencia a marcos biográficos o históricos. Este método de análisis rompe lingüísticamente el texto en un estudio de la prosodia (el análisis formal del metro) y los efectos fónicos, como la aliteración y la rima, y cognitivamente en el examen de la interacción de las estructuras sintácticas, el lenguaje figurativo y otros elementos del poema. Que trabajan para producir sus efectos más grandes.

### Matemática
El análisis matemático moderno es el estudio de procesos infinitos.  Es la rama de las matemáticas que incluye el cálculo.  Puede aplicarse en el estudio de los conceptos clásicos de las matemáticas, como los números reales, las variables complejas, los funciones trigonométricas y los algoritmos, o los conceptos no clásicos como el constructivismo, los armónicos, el infinitesimales y el análisis funcional. 
Florian Cajori explica en el libro A History of Mathematics (1893) la diferencia entre el análisis matemático moderno y antiguo, a diferencia del análisis lógico, como sigue: 
 Los términos síntesis y análisis se utilizan en matemáticas en un sentido más especial que en lógica. En las matemáticas antiguas tenían un significado diferente del que tienen ahora. La definición más antigua de análisis matemático en oposición a la síntesis es la que se da en [adjunto a] Euclides, XIII. 5, que con toda probabilidad fue enmarcada por Eudoxus: "El análisis es la obtención de la cosa buscada asumiéndola y, por lo tanto, razonando hasta una verdad admitida; la síntesis es la obtención de la cosa buscada razonando hasta la inferencia y la prueba de ello..." El método analítico no es concluyente, a menos que se sepa que todas las operaciones involucradas en él son reversibles. Para eliminar todas las dudas, los griegos, como regla, agregaron al proceso analítico uno sintético, que consiste en una reversión de todas las operaciones que ocurren en el análisis. Por lo tanto, el objetivo del análisis era ayudar en el descubrimiento de pruebas o soluciones sintéticas. 
 James Gow utiliza un argumento similar al de Cajori, con la siguiente aclaración, en su libro A Short History of Greek Mathematics  (1884): 
 La prueba sintética procede al mostrar que la nueva verdad propuesta implica ciertas verdades admitidas. Una prueba analítica comienza por una suposición, sobre la cual se funda un razonamiento sintético. Los griegos distinguían la teoría del análisis problemático. Un análisis teórico es del siguiente tipo. Para probar que A es B, primero asuma que A es B. Si es así, entonces, como B es C y C es D y D es E, por lo tanto, A es E. Si esto se conoce como una falsedad, A no es B. Pero si esto es una verdad conocida y todas las proposiciones intermedias son convertibles , entonces el proceso inverso, A es E, E es D, D es C, C es B, por lo tanto, A es B, constituye una prueba sintética del teorema original. El análisis problemático se aplica en todos los casos en los que se propone construir una figura que se supone que satisface una condición dada. El problema se convierte luego en algún teorema que está involucrado en la condición y que se prueba sintéticamente, y los pasos de esta prueba sintética tomada al revés son una solución sintética del problema. 

### Música
- Análisis musical - un proceso que intenta responder la pregunta "¿Cómo funciona esta música?"
- Análisis schenkeriano

### Filosofía
- Análisis filosófico - un término general para las técnicas utilizadas por los filósofos.
- "Análisis" es el nombre de una revista de filosofía prominente.

### Psicoterapia
- Psicoanálisis - busca aclarar las conexiones entre los componentes inconscientes de los procesos mentales de los pacientes
- Análisis Transaccional

### Política pública
- Análisis de políticas - el uso de datos estadísticos para predecir los efectos de las decisiones políticas tomadas por los gobiernos y agencias.
- Análisis cualitativo: el uso de evidencia anecdótica para predecir los efectos de las decisiones políticas o, en general, influir en las decisiones políticas

### Procesamiento de la señal
- Análisis de elementos finitos - una técnica de simulación por computadora utilizada en el análisis de ingeniería.
- Análisis de componentes independientes
- Análisis de calidad de enlace - el análisis de la calidad de la señal.
- Análisis de la calidad del camino
- Análisis de Fourier

### Estadística
En estadística , el término análisis puede referirse a cualquier método utilizado para el análisis de datos .  Entre los muchos métodos de este tipo, algunos son: 
- Análisis de varianza (ANOVA) - una colección de modelos estadísticos y sus procedimientos asociados que comparan los medios dividiendo la varianza observada global en diferentes partes
- Análisis booleano - un método para encontrar dependencias deterministas entre variables en una muestra, que se utiliza principalmente en el análisis de datos exploratorios
- Análisis de conglomerados - técnicas para agrupar objetos en una colección de grupos (llamados agrupamientos), en función de cierta medida de proximidad o similitud.
- Análisis factorial - un método para construir modelos que describan un conjunto de datos de variables observadas en términos de un conjunto más pequeño de variables no observadas (factores llamados)
- Metaanálisis - combina los resultados de varios estudios que abordan un conjunto de hipótesis de investigación relacionadas
- Análisis multivariable - análisis de datos que involucran varias variables, tales como análisis de factores, análisis de regresión o análisis de componentes principales
- Análisis de componentes principales - transformación de una muestra de variables correlacionadas en variables no correlacionadas (denominadas componentes principales), que se utilizan principalmente en el análisis de datos exploratorios
- Análisis de regresión - Técnicas para analizar las relaciones entre varias variables en los datos.
- Análisis de escala (estadística) - Métodos para analizar los datos de la encuesta al puntuar las respuestas en una escala numérica.
- Análisis de sensibilidad - el estudio de cómo la variación en la salida de un modelo depende de las variaciones en las entradas
- Análisis secuencial - evaluación de los datos muestreados a medida que se recopilan, hasta que se cumple el criterio de una regla de detención
- Análisis espacial - el estudio de entidades utilizando propiedades geométricas o geográficas.
- Análisis de series temporales - métodos que intentan comprender una secuencia de puntos de datos separados a intervalos de tiempo uniformes.

### Otro
- Análisis del aura - una técnica en la que los partidarios del método afirman que se analiza el aura del cuerpo o el campo de energía
- Análisis de bolos - análisis del rendimiento de los jugadores de cricket.
- Análisis lítico - el análisis de herramientas de piedra utilizando técnicas científicas básicas.
- Análisis de protocolo: un medio para extraer los pensamientos de las personas mientras realizan una tarea